# Ligamento transverso do joelho
O ligamento meniscomeniscal anterior ou ligamento transverso é um ligamento na articulação do joelho que conecta a margem convexa anterior do menisco lateral à extremidade anterior do menisco medial.
É dividido em várias faixas em dez por cento dos indivíduos e sua espessura varia consideravelmente de pessoa para pessoa.

## Função
Quando o joelho está sendo estendido, o ligamento impede que os cornos anteriores dos meniscos se desloquem para a frente e as superfícies condilares do fêmur e da tíbia exerçam pressão sobre os meniscos. Ele também tem um efeito restritivo na excursão ântero-posterior do corno anterior do menisco medial em graus inferiores de flexão do joelho.

## Prevalência de ligamentos meniscomeniscais
O ligamento transverso é relatado em 58 por cento dos indivíduos e é, portanto, o mais prevalente dos quatro ligamentos meniscomeniscais descritos. Os outros ligamentos, todos os três dos quais são apresentados com uma frequência de menos do que 4 por cento, são o ligamento posterior transversal, descrito como um feixe de fibras que ligam os cornos posteriores dos meniscos; e os ligamentos oblíquos medial e lateral, ambos originados no corno anterior do menisco homônimo, passam entre os ligamentos cruzados e se fixam no corno posterior do menisco oposto. Nenhum dos ligamentos oblíquos tem função conhecida.

## Formação
A formação do ligamento transverso foi estudado em embriões humanos com idades entre 7–8 semanas (estágios 18–23). No início dessa faixa (estágio 19), a condensação da interzona mesenquimal da articulação do joelho (ou seja, a área de células densamente compactadas indicando a localização da futura articulação) era reconhecível, e perto do final (estágio 22) o primórdio celular claramente visível do ligamento conectado a ambos os meniscos foi observado antes que todos os principais elementos intra-articulares fossem finalmente evidentes (estágio 23).

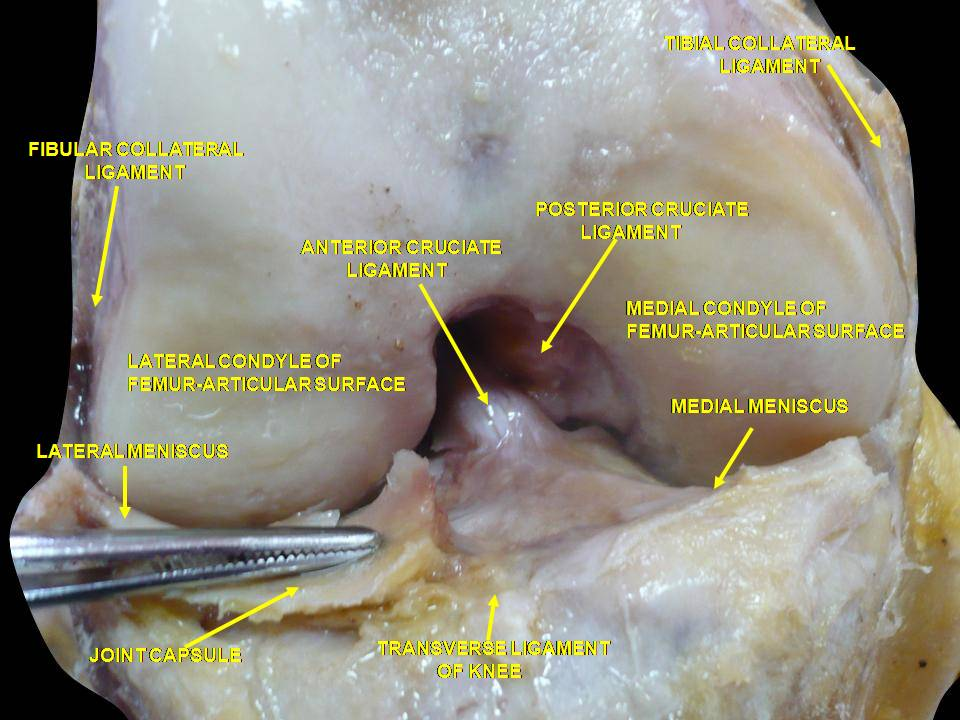
Visão anterior do joelho.
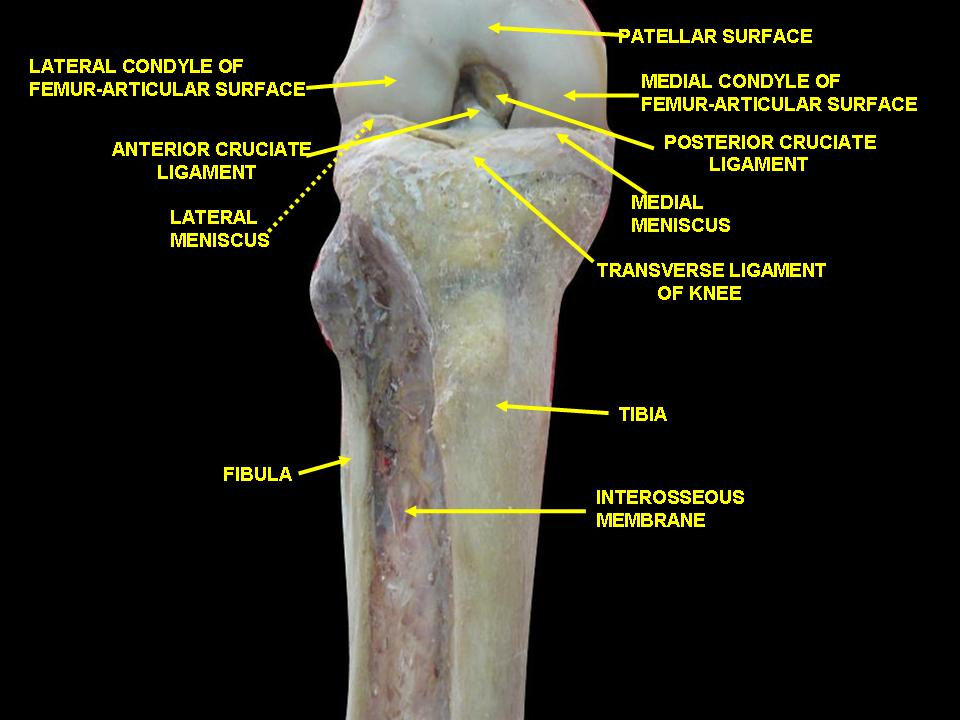
Joelho e articulação tibiofibular. Dissecção profunda. Vista anterior.
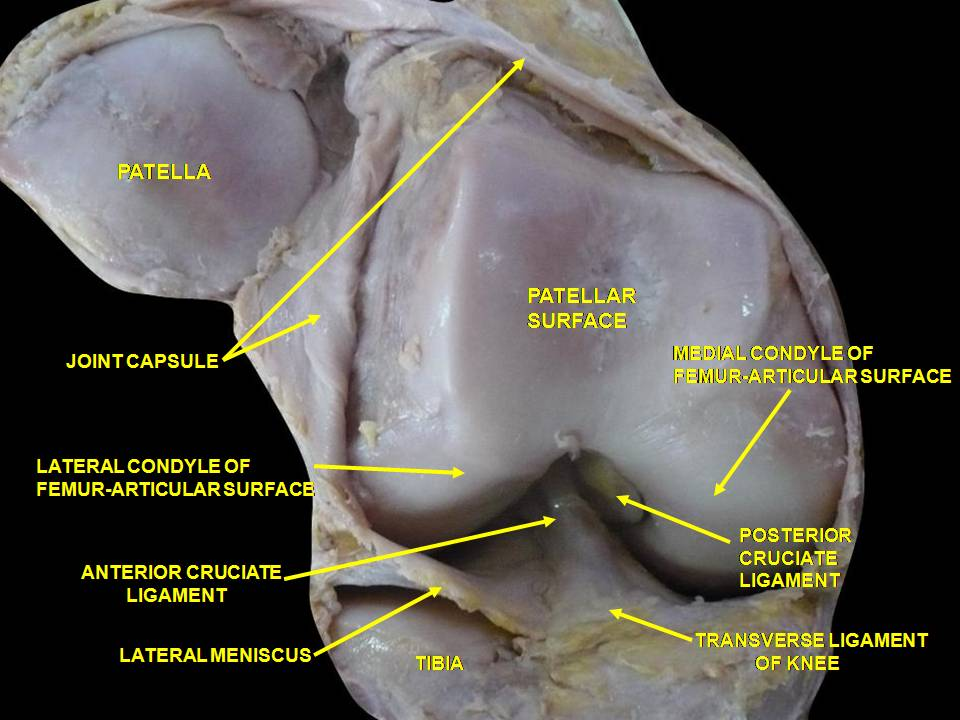
Articulação do joelho. Dissecção profunda. Vista anterior.